# Agnès de Franconie
Agnès de Waiblingen, née en 1072 et morte le 24 septembre 1143 à Klosterneuburg en Autriche, fut duchesse de Souabe et margravine d'Autriche par ses deux mariages successifs. Issue de la dynastie franconienne, elle est la mère de Conrad III de Hohenstaufen, élu roi des Romains en 1138, et la grand-mère de l'empereur Frédéric Barberousse.

## Biographie
Agnès était la deuxième fille de l'empereur Henri IV (1050–1106) et de son épouse Berthe de Turin (1051–1087), fille du comte Othon Ier de Savoie. Elle fut baptisée sous le nom de sa grand-mère, Agnès de Poitiers. 
Le règne de son père, roi des Romains depuis 1056, a été caractérisée par de nombreux conflits : ses tentatives de renforcer l'autorité impériale déclenchent la révolte des Saxons en 1073 ; c'était aussi le commencement de plus larges divergences avec le nouveau pape Grégoire VII, principal artisan de la réforme grégorienne, culminant dans la querelle des Investitures, l'excommunication du roi et sa pénitence de Canossa en janvier 1077. Le 15 mars 1077, les princes ont élu un antiroi : Rodolphe de Rheinfelden, duc de Souabe, qui reçoit le soutien de la papauté.

### Premier mariage
Lors des hostilités, Henri IV prononce la déchéance du duché de Souabe qu'il administre d'abord directement. Le 24 mars 1079, aux fêtes pascales, il désigne comme nouveau duc son partisan Frédéric de Hohenstaufen. En même temps, Agnès, à l'âge de sept ans, fut fiancée au nouveau duc Frédéric Ier, mais le mariage n'eut lieu que sept ans plus tard, couronné par la naissance de onze enfants (toutes les données n'étant pas étayées) :  
- Heilica (1088–1110), mariée à Frédéric von Lengenfeld (mort en 1119) ;
- Berthe (1089–1120), mariée à Adalbert de Ravenstein, comte d'Elchingen (1075–1120) ;
- Frédéric II (1090-1147), duc de Souabe ; il est le père de l'empereur Frédéric Barberousse[3] ;
- Hildegarde ;
- Conrad III (1093-1152)[3] ;
- Gisèle ;
- Henri (1096–1105) ;
- Béatrice (1098–1130) ;
- Cunégonde (1100–1120/1126), mariée au duc Henri X de Bavière (1108–1139) ;
- Richilde, mariée à Hugues de Roucy ;
- Gertrude, mariée à Hermann de Stahleck, comte palatin du Rhin.

Son mari doit faire face aux revendications du fils de son prédécesseur, Berthold de Rheinfelden, et de la part de Berthold II de Zähringen. Il ne peut régner que sur la partie nord de la Souabe ; de là, il allait étendre son autorité vers la Franconie voisine.

### Deuxième mariage

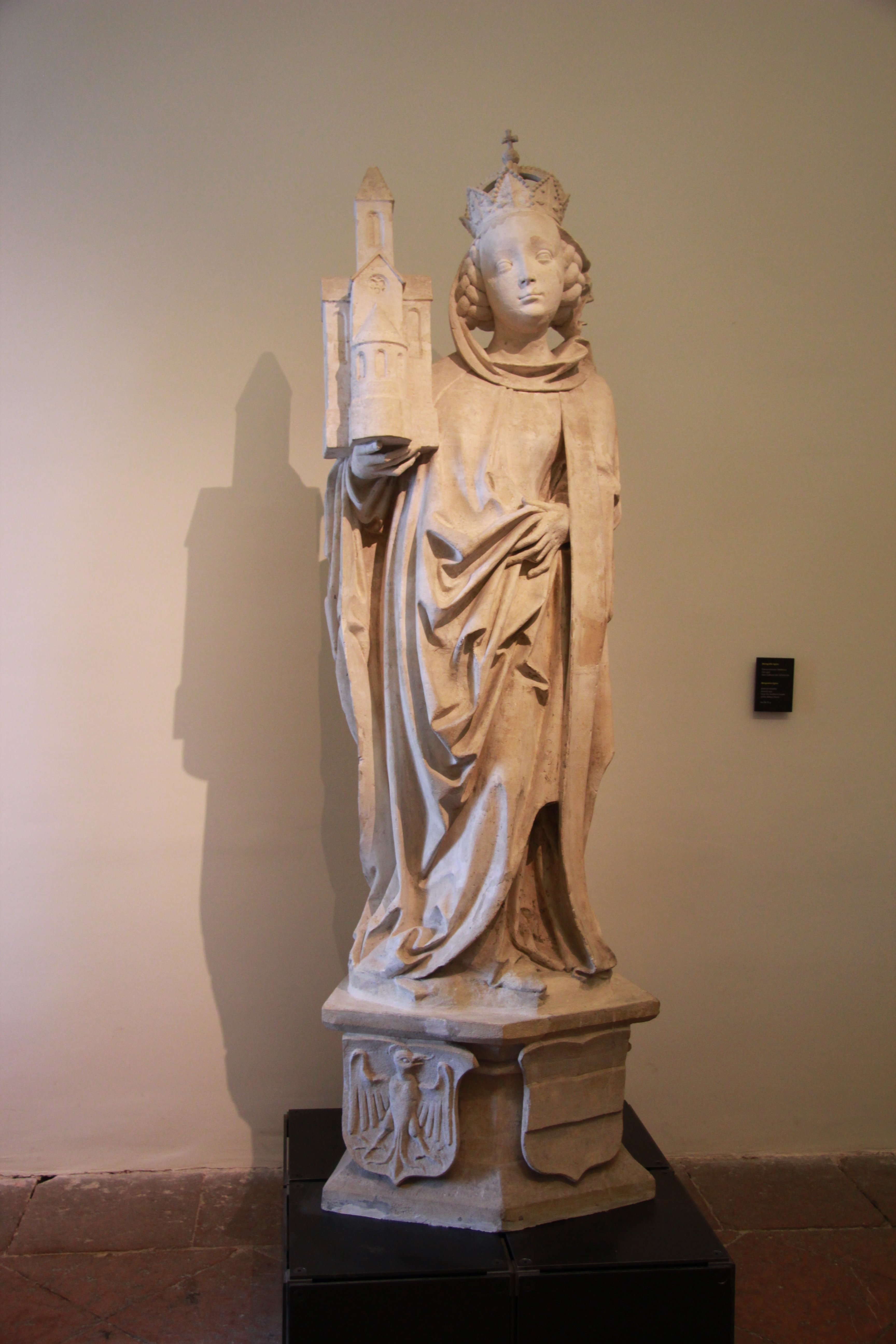
Statue d'Agnès (vers 1477), abbaye de Klosterneuburg.

Après la mort de Frédéric de Souabe en 1105, le frère d'Agnès, le futur empereur Henri V a arrangé son remariage avec le margrave Léopold III d'Autriche (1073–1136), issu de la maison de Babenberg. Dans la lutte avec son père Henri IV, le soutien de Léopold était une aide importante pour obtenir le pouvoir. Pour le margrave, cette union conjugale représentait l'ascension vers la haute noblesse de l'Empire. À l'âge de plus de 30 ans, Agnès, prétendait-on, lui enfanta de nombreux enfants, dont :
- Henri II d'Autriche dit Jasomirgott (1114-1177)[2], comte palatin du Rhin (1140–1141), margrave d'Autriche (1141–1156), duc de Bavière (1143–1156), premier duc d'Autriche à partir de 1156 ;
- Léopold IV (vers 1108-1141)[2], margrave d'Autriche  (1136–1141), duc de Bavière à partir de 1139 ;
- Othon (1109-1158), évêque de Freising[2] ;
- Uta (1110-1154), mariée à Luitpold de Plain ;
- Agnès (1111-1157), mariée en 1125 à Ladislas II, princeps de Pologne et duc de Silésie[2] ;
- Judith (1115-1178), mariée au marquis Guillaume V de Montferrat ;
- Conrad (1120-1168), évêque de Passau, archevêque de Salzbourg[2] ;
- Gertrude (morte en 1150), mariée en 1140 au roi Vladislav II de Bohême[2] ;
- Élisabeth (morte en 1143), mariée au comte Hermann II de Winzenbourg ;
- Berthe (morte le 9 avril 1150), mariée à Henri III, burgrave de Ratisbonne et bailli de l'abbaye Saint-Emmeran.

Au début du XIIe siècle, Agnès et son mari fondent le couvent des chanoines réguliers à Klosterneuburg au pied du Leopoldsberg à l'endroit où, selon la légende, le margrave a retrouvé le voile que son épouse avait perdu quelques années auparavant.
L'empereur Henri V meurt en 1125 sans descendance, ce qui fait de sa sœur Agnès et de ses enfants les héritiers des fiefs de la dynastie franconienne, dont le domaine royal de Waiblingen. À la mort subite du margrave Léopold en 1138, elle a assuré la succession de son fils cadet Léopold IV. Décédée à l'âge de 71 ans, elle fut inhumée aux côtés de son second mari dans l'abbaye de Klosterneuburg.
C'est par Agnès que se fonda la succession des Hohenstaufen sur le trône du Saint-Empire et le rapport entre la dynastie franconienne et les Babenberg. Les descendants de son premier mari Frédéric Ier gouvernèrent sur la Souabe jusqu'à la mort violente du duc Conrad IV (Conradin) en 1268. Conrad III de Hohenstaufen, fils cadet d'Agnès et Frédéric, est élu roi des Romains en 1138.